# Evolocumab
Evolocumab (Handelsname Repatha; Hersteller Amgen) ist ein humaner monoklonaler Antikörper und Arzneistoff aus einer neuen Gruppe der PCSK9-Inhibitoren (Hemmer). Evolocumab ist als erster PCSK9-Inhibitor in der EU zugelassen („first-in-class“) und wird zur Behandlung der Hypercholesterinämie (erhöhter Cholesterinspiegel) eingesetzt. Die Zulassung in den USA erfolgte im August 2015.

## Eigenschaften
Evolocumab wirkt als Hemmstoff (Inhibitor) des menschlichen Enzyms PCSK9 (Proproteinkonvertase Subtilisin/Kexin Typ 9), das an der Regelung des Cholesterinstoffwechsels beteiligt ist. Evolocumab wurde von Amgen entwickelt und für die Anwendung in der Behandlung der familiären Hypercholesterinämie im Juli 2015 zugelassen. Es ist ebenfalls zugelassen, wenn Statine nicht vertragen werden oder diese nicht ausreichen. Der PCSK9-Antikörper kann auch mit Statinen oder anderen Lipidsenkern kombiniert werden.
Repatha ist der einzige PCSK9-Inhibitor, der in der EU zur Senkung des kardiovaskulären Risikos (Herzinfarkt/Schlaganfall) für Patienten mit Hypercholesterinämie in der Sekundärprävention zugelassen ist.

## (Familiäre) Hypercholesterinämien
Unabhängige Risikofaktoren für die koronare Herzkrankheit (KHK) sind LDL-Cholesterin- und Lipoprotein (a)-Erhöhung sowie erniedrigtes HDL-Cholesterin. Die Expositionszeit ist entscheidend, so dass genetische (also familiäre) Formen von Hypercholesterinämien für die Entstehung einer Atherosklerose besonders bedeutend sind. Bei milderen Formen erfolgt die Behandlung in Form von Lebensstilmaßnahmen (Sport, Ernährung etc.). Bei erhöhtem kardiovaskulärem Gesamtrisiko und Nichterreichen des LDL-Zielwertes durch Lebensstilmaßnahmen ist in aller Regel eine Statintherapie erforderlich. Bei Patienten mit besonders hohem Risiko sollte laut Leitlinien ein LDL-Cholesterinwert kleiner 70 mg/dl angestrebt werden. Bei Patienten mit nachgewiesener Atherosklerose ist selbst bei LDL-Ausgangswerten von unter 100 mg/dl der Einsatz eines Statins sinnvoll. Diese Zielwerte bleiben für viele Patienten mit familiärer Hypercholesterinämie trotz medikamentöser Therapie schwer zu erreichen. Familiäre Hypercholesterinämie ist eine autosomal dominante Krankheit, charakterisiert durch erhöhte plasmatische LDL-Spiegel, Xanthome und frühe koronare Herzkrankheit. Als Ursachen wurden bis jetzt Mutationen an drei Genen entdeckt, die alle drei die Funktion des LDL-Rezeptors beeinflussen: Mutationen des LDL-Rezeptor-Gens, des apoB100-Gens und des PCSK9-Gens.

## Regulation
PCSK9 und LDL-Rezeptoren werden beide hauptsächlich von dem intrazellulären Cholesterinspiegel reguliert: sinkt dieser Spiegel, so wird eine Genexpression von LDL-Rezeptor und PCSK9 induziert. Der Wirkungsmechanismus der Statine besteht in der Hemmung eines Schlüsselenzyms (HMG-CoA-Reduktase, SREBP) und führt zu einer Senkung des intrazellulären Cholesterins in der Leberzelle. Sie werden deshalb auch als HMG-CoA-Reduktase-Hemmer bezeichnet. Die Wirkung über das SREBP führt regulativ zu einem Anstieg der Produktion (und Sekretion) des PCSK9, Statine erhöhen also die PCSK9-Spiegel und attenuieren damit etwas ihr eigentliches LDL-Senkungspotential. Dies kann erklären, warum mit Statinen eine LDL-Cholesterinsenkung von mehr als 50 % kaum zu erreichen ist. Von einer Kombination von Statinen mit PCSK9-Hemmern verspricht man sich einen additiven Effekt.

## Wirkmechanismus
PCSK9 bindet an den LDL-Rezeptor (LDL-R) und wird mit diesem verstärkt von Leberzellen aufgenommen. Durch PCSK9-Bindung wird die Endozytose und die Degradation des LDL-Rezeptors in Endosomen gefördert. Dadurch sind weniger LDL-Rezeptoren für die Rezirkulation an die Zelloberfläche verfügbar, wodurch die Bindung von LDL-Cholesterin abnimmt. Evolocumab bindet gezielt Serum-PCSK9, wodurch die Bildung von LDL-Rezeptor-PCSK9-Komplexen und die intrazelluläre Degradation des LDL-Rezeptors verhindert werden. Mehr LDL-Cholesterin kann so von den LDL-Rezeptoren aufgenommen und in der Zelle abgebaut werden.

## Klinische Entwicklung
Im Rahmen des von Amgen initiierten PROFICIO-Studien-Programms sind für Evolocumab 20 Studien mit Einschluss von 30.000 Patienten geplant. PROFICIO steht für Program to Reduce LDL-C and Cardiovascular Outcomes Following Inhibition of PCSK9 In Different POpupations. Die Ergebnisse der u. a. Phase-3-Studien wurden auf den 63. Annual Scientific Sessions des American College of Cardiology’s (ACC.14) im März 2014 präsentiert.
Das Phase-3-Programm untersucht in 14 Studien Evolocumab verabreicht alle zwei Wochen und monatlich in unterschiedlichen Patienten-Gruppen, einschließlich in Kombination mit Statinen bei Patienten mit Hyperlipidämie (LAPLACE-2 und YUKAWA-2); bei Patienten mit Hyperlipidämie, die keine Statine vertragen (GAUSS-2 und GAUSS-3); als Monotherapie bei Patienten mit Hyperlipidämie (MENDEL-2); bei Patienten mit familiärer Hypercholesterinämie (RUTHERFORD-2 und TAUSSIG) und homozygoter familiärer Hypercholesterinämie (TESLA und TAUSSIG) und die Verabreichung von Evolocumab (THOMAS-1 and THOMAS-2).
Fünf weitere Studien mit Evolocumab sollen Langzeit-Sicherheits- und -Wirksamkeits-Daten liefern: Dazu zählen FOURIER (Further Cardiovascular OUtcomes Research with PCSK9 Inhibition in Subjects with Elevated Risk), DESCARTES (Durable Effect of PCSK9 Antibody CompARed wiTh PlacEbo Study), OSLER-2 (Open Label Study of Long TERm Evaluation Against LDL-C Trial-2), GLAGOV (GLobal Assessment of Plaque ReGression with a PCSK9 AntibOdy as Measured by IntraVascular Ultrasound) und TAUSSIG (Trial Assessing Long Term USe of PCSK9 Inhibition in Subjects with Genetic LDL Disorders).

### FOURIER-Studie
Die Ergebnisse der Repatha Outcome-Studie (FOURIER), in die 27.564 Patienten eingeschlossen waren, zeigten, dass die zusätzliche Gabe von Evolocumab zur optimierten lipidsenkenden Therapie zu einer starken und nachhaltigen LDL-C-Senkung um 59 % über die durchschnittliche Gesamtstudiendauer von 2,2 Jahren führte. Zudem konnte eine signifikante Reduktion kardiovaskulärer Ereignisse (MACE) um 20 % im sekundären kombinierten Endpunkt, zusammengesetzt aus kardiovaskulärem Tod, Myokardinfarkt oder Schlaganfall, festgestellt werden (p<0,001). Im primären kombinierten Endpunkt, zusammengesetzt aus kardiovaskulärem Tod, Myokardinfarkt, Schlaganfall, Hospitalisierung wegen instabiler Angina Pectoris oder koronare Revaskularisierung (das erste jeweils eingetretene der vorgenannten Ereignisse wurde gezählt), wurde eine signifikante Reduktion kardiovaskulärer Ereignisse um 15 % festgestellt (p<0,001).

### OSLER-Studien
Im April 2015 wurde eine weitere randomisierte multizentrische Phase-III-Studie publiziert, die 4465 Patienten einschloss und eine mediane Nachbeobachtung von 11,1 Monaten aufwies. Studienteilnehmer wurden bei ihrem letzten Kontrollbesuch im Rahmen einer Vorgänger-Studie rekrutiert und zentral in einer 2:1-Rate randomisiert. Es erfolgte jedoch keine Placebo-Gabe, somit war die Studie nicht verblindet. Patienten, die aus einer von fünf Phase-II-Studien übernommen wurden, wurden in die Studie OSLER-1 eingeschlossen (1324 Patienten), solche aus einer von sieben Phase-III-Studie in die Studie OSLER-2 (3141 Patienten). In der Studie OSLER-1 erhielten die Patienten Evolocumab 420 mg einmal monatlich als subkutane Injektion zur weiter geführten Standardtherapie, in der Studie OSLER-2 nach eigener Wahl einmal monatlich 420 mg oder alle zwei Wochen 140 mg. Die Kontrollgruppe (insgesamt 1489 Patienten) setzte lediglich die Standardtherapie fort. Die Auswertung der beiden Teilstudien erfolgte zusammenfassend. Nach 12 Wochen zeigte sich eine signifikante Verminderung des LDL-Cholesterinwertes im Blut, der um mittlere 73,4 mg/dl niedriger lag (−60,9 %) und dies auch über die Zeit blieb. Nach 48 Wochen betrug die Reduktion des LDL-Wertes mittlere 70,5 mg/dl (−58,4 %). In beiden Gruppen wurden in je 7,5 % ernste unerwünschte Arzneimittelwirkungen beobachtet, allerdings war in einer post hoc-Analyse das Risiko kardiovaskulärer Ereignisse wie Herzinfarkt, Schlaganfall o. ä. signifikant reduziert mit 2,18 % in der Kontrollgruppe und 0,95 % in der Evolocumab-Gruppe (Hazard ratio 0,47).
Diese Ergebnisse sind weitgehend deckungsgleich mit einer gleichzeitig veröffentlichten placebo-kontrollierten Phase-III-Studie eines anderen PCSK9-Antikörpers, Alirocumab. Vergleichende Studien zwischen den einzelnen PCSK9-Antikörpern existieren bisher nicht. Auch sind Patientenzahl und Nachuntersuchungszeitraum noch nicht ausreichend, um seltene schwere unerwünschte Wirkungen zu erkennen.

## Studien
- DESCARTES: D. J. Blom et al.: A 52-Week Placebo-Controlled Trial of Evolocumab in Hyperlipidemia. In: New England Journal of Medicine. März 2014, doi:10.1056/NEJMoa1316222.
- GAUSS-2: E. Stroes et al.: Anti-PCSK9 antibody effectively lowers cholesterol in patients with statin intolerance: The GAUSS-2 randomized, placebo-controlled phase 3 clinical trial of evolocumab. In: J Am Coll Cardiol. Band 63, Nr. 23, 2014, S. 2541–2548, doi:10.1016/j.jacc.2014.03.019.
- LAPLACE-2:
  - J. G. Robinson et al.: Rationale and Design of LAPLACE-2: A Phase 3, Randomized, Double-Blind, Placebo- and Ezetimibe-Controlled Trial Evaluating the Efficacy and Safety of Evolocumab in Subjects With Hypercholesterolemia on Background Statin Therapy. In: Clinical Cardiology. 2014, doi:10.1002/clc.22252.
  - J. G. Robinson et al.: Effect of Evolocumab or Ezetimibe Added to Moderate- or High-Intensity Statin Therapy on LDL-C Lowering in Patients With Hypercholesterolemia The LAPLACE-2 Randomized Clinical Trial. In: JAMA. Band 311, Nr. 18, 2014, S. 1870–1882, doi:10.1001/jama.2014.4030.
- MENDEL-2: M. G. Koren et al.: Anti-PCSK9 Monotherapy for Hypercholesterolemia – The MENDEL-2 Randomized, Controlled Phase 3 Clinical Trial of Evolocumab. In: J Am Coll Cardiol. Band 63, Nr. 23, 2014, S. 2531–2540, doi:10.1016/j.jacc.2014.03.018.
- OSLER: M. J. Koren et al.: Efficacy and safety of longer-term administration of evolocumab (AMG 145) in patients with hypercholesterolemia: 52-week results from the Open-Label Study of Long-Term Evaluation Against LDL-C (OSLER) randomized trial. In: Circulation. Band 129, Nr. 2, 2014, S. 234–243, doi:10.1161/CIRCULATIONAHA.113.007012, PMID 24255061.
- F. Raal et al: Reduction in Lipoprotein(a) With PCSK9 Monoclonal Antibody Evolocumab (AMG 145). In: J Am Coll Cardiol. Band 63, Nr. 13, April 2014, S. 1278–1288, doi:10.1016/j.jacc.2014.01.006.
- F. Raal et al.: The addition of evolocumab (amg 145) allows the majority of heterozygous familial hypercholesterolemic patients to achieve low-density lipoprotein cholesterol goals - results from the phase 3 randomized, double-blind, placebo-controlled study. ACC 2014.